# Astragalus sogdianus
Astragalus sogdianus är en ärtväxtart som beskrevs av Aleksandr Andrejevitj Bunge. Astragalus sogdianus ingår i släktet vedlar, och familjen ärtväxter. Inga underarter finns listade i Catalogue of Life.